# Morris C8
Morris Commercial C8 FAT (Field Artillery Tractor), powszechnie znany jako "Quad" – ciągnik artyleryjski brytyjskiej produkcji, używany podczas II wojny światowej oraz po jej zakończeniu. Używany głównie do transportu haubicoarmaty 25-funtowej oraz armaty 17-funtowej. Pojazd nie był opancerzony.

## Rozwój
W roku 1937 War Department sprecyzował zapotrzebowanie na nowe ciągniki artyleryjskie, w celu uzupełnienia, a ostatecznie zastąpienia pojazdów Light Dragon oraz Morris CDSW, będących na wyposażeniu armii już od dłuższego czasu. Nowy projekt zakładał stworzenie czterokołowego pojazdu z napędem na wszystkie koła, o krótkim podwoziu. Postawionymi wymaganiami były także: posiadanie metalowego nadwozia, którego płyty ustawione miały być pod kątem (w celu ułatwienia odkażania chemicznego), zdolność do holowania działa na lawecie kołowej oraz przewożenia obrotowej podstawy działa na dachu pojazdu. Sprecyzowano także założenia transportu amunicji i ludzi: pojazd powinien być zdolny do transportu 24 pełnych nabojów do działa 25-funtowego w ich skrzynkach, co najmniej 8 pocisków przeciwpancernych oraz 6-osobowej obsady działa wraz z wyposażeniem. Guy Motors dość szybko opracowało projekt przy użyciu istniejących już elementów, a Morris podążył tą samą ścieżką. Był to konwencjonalna koncepcja, której podstawą była wersja CS8, z tą różnicą, że prototyp posiadał zupełnie nowy czterocylindrowy silnik, który zamontowany był na ramie pomocniczej, a nie bezpośrednio na ramie podwozia. Tak samo, jak w przypadku Guy Motors, koncepcja Morrisa zakładała nadwozie w kształcie chrząszcza z wieloma wewnętrznymi i zewnętrznymi schowkami. Pierwszy Morris C8 zjechał z taśmy produkcyjnej w październiku 1939 roku i produkowany był nieprzerwanie do roku 1945.
W trakcie produkcji dokonano dwóch poważnych zmian od strony mechanicznej oraz dwóch modyfikacji nadwozia. Podwozie oraz silnik pojazdu zostały wykorzystane również w innych konstrukcjach Morrisa (m.in. Morris C8 15 cwt), natomiast Morris w wersji z długim podwoziem używany był do produkcji samobieżnych armat plot Bofors 40 mm.

## Historia
Jako polowy ciągnik artyleryjski, Morris C8 służył w pułkach artylerii polowej. W skład każdego z pułków wchodziło 36 Morrisów C8: 24 holujące jaszcz i działo oraz 12 holujące dwa jaszcze.
Swoją służbę rozpoczął w roku 1939, a swój chrzest bojowy przeszedł już w roku 1940, podczas kampanii francuskiej, kiedy to przemieszczał armaty 18-funtowe, armatohaubice 25-funtowe czy haubice 4,5-calowe. Wiele z używanych wtedy jednostek zostało porzuconych podczas ewakuacji Dunkierki. W rezultacie Wehrmacht  zaadaptował sprawne maszyny na własny użytek.
Od czerwca 1940 ciągnik był także wykorzystywany do ciągnięcia 75-milimetrowych dział dostarczonych przez Stany Zjednoczone. W tym przypadku jaszcz był opcją, gdyż zdarzało się, że ciągniki holowały tylko armatę.
W późniejszym okresie był używany wszędzie tam, gdzie pojawiały się pułki artylerii polowej, począwszy od Islandii, a kończąc na Malajach, głównie jako ciągnik artyleryjski dla dział 25-funtowych. Używany był przez większość krajów alianckich, które posiadały na stanie 25-funtówki.
Ten bardzo popularny pojazd był w istocie za mały dla sprzętu, do jakiego ciągnięcia został przeznaczony. Brakowało mu również mocy podczas holowania i załadunku. 70-konny silnik w pojeździe, który przeznaczony był do transportu nawet 9-tonowych ładunków, wydawał się nie być idealnym rozwiązaniem. Również jego prędkość podjazdu pod wzniesienie nie była zbyt imponująca, co powodowało, że podczas pokonywania wzniesień czy grząskiego terenu, używanie wyciągarki było niemal przymusem.
W późniejszym okresie wojny, kiedy pułki przeciwpancerne były wyposażane w armaty 6- oraz 17-funtowe, pojazdy Morris C8 zostały zaadaptowane jako ich ciągniki. Z reguły armaty 17-funtowe były holowane bez jaszcza, jednak zdarzało się, że spotykano zespoły, w skład których oprócz Quada i 17-funtówki wchodziły także jaszcze.
U schyłku konfliktu w Europie role pojazdów w armii brytyjskiej nie zmieniły się. Wiele z krajów alianckich po zakończeniu II wojny światowej wcieliło Morrisy C8, które były na ich wyposażeniu, do swoich armii. Armia holenderska znalazła szerokie zastosowanie dla posiadanych przez siebie Quadów w Indiach Wschodnich.
Brytyjczycy postanowili zmodernizować w 1950 roku znajdujące się jeszcze na stanie Morrisy C8, co przedłużyło ich służbę do 1959. Zostały one zastąpione przez 3-tonowe ciągniki Bedford RL oraz Ford 4E z nadwoziem Commer.
Niewielka liczba pojazdów przetrwała do obecnych czasów w stanie oryginalnym.

## Budowa
Wprowadzony do produkcji w 1939 roku Morris C8 miał napęd na cztery koła i 4-tonową wyciągarkę, napędzaną przez przekładnię. Był napędzany 4-cylindrowym silnikiem benzynowym Morris. Przekładnia miała pięć biegów i wsteczny - wszystkie z przełożeniem napędu na cztery koła. Jednak gdy wprowadzono na uzbrojenie wersję C8 Mk III, napęd na cztery koła zachowano tylko w biegu pierwszym i wstecznym. W tym pojeździe znajdowało się miejsce dla kierowcy, dowódcy działa i pięciu artylerzystów. Otrzymał zwracającą uwagę stalową karoserię o kształcie chrząszcza. Rozmaite poprawki doprowadziły w 1941 roku do wybudowania wersji Mk III. Nadwozie zmieniono z powodu złej przejrzystości, a także stale ulepszano wentylację pojazdu. Łącznie z kierowcą mieścił osiem osób. Na każdej burcie miał drzwi (których liczbę później zwiększono do dwóch na każdej z burt). W tylnej części nadwozia znajdowały się stojaki amunicyjne, przystosowane do wszystkich typów standardowej brytyjskiej amunicji artyleryjskiej.

### Nadwozia

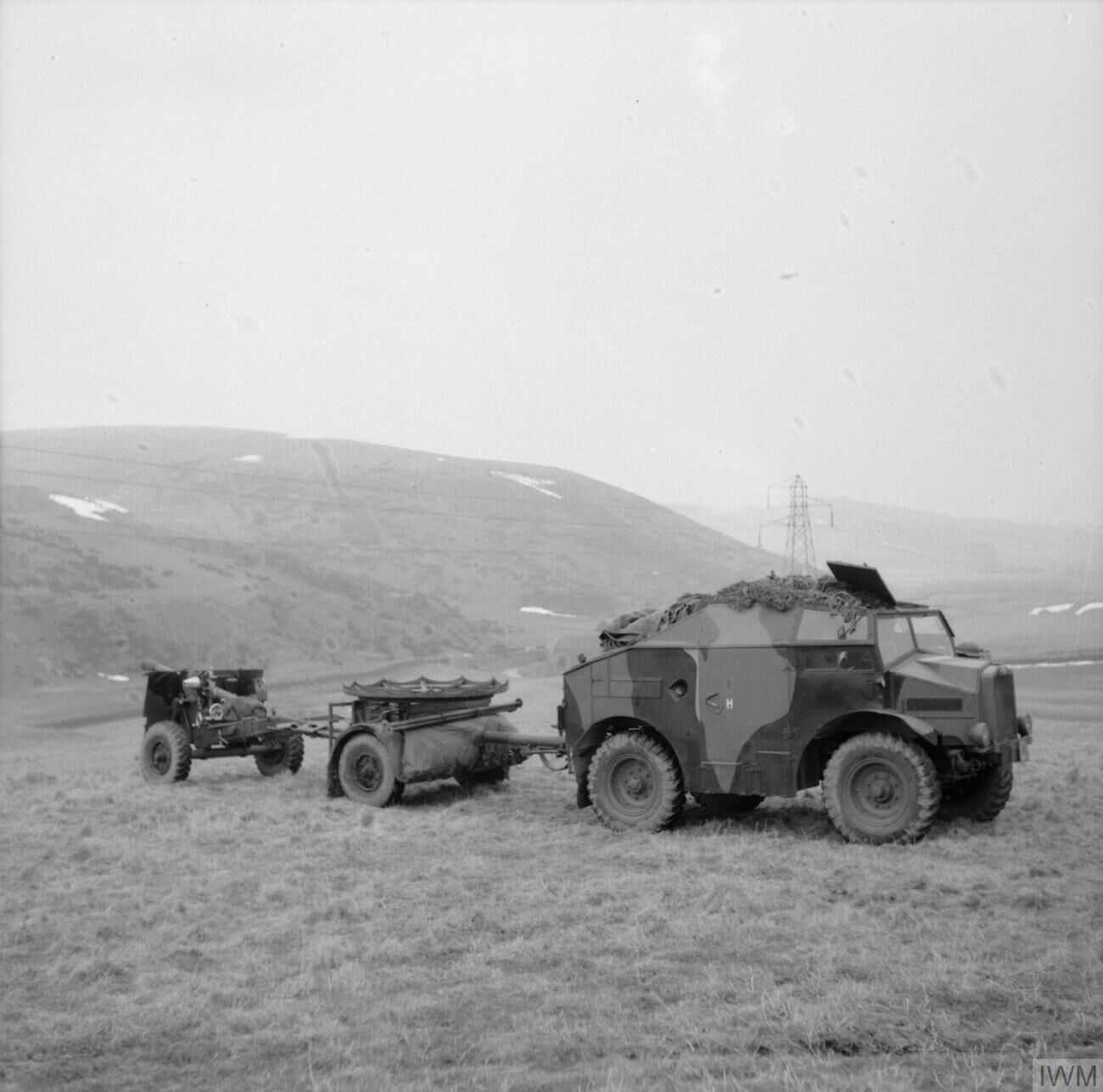
Quad (Mk I lub wczesny Mk II) z przyczepą na amunicję oraz 25-funtową haubicoarmatą. Dobrze widoczna sylwetka pojazdu ze spadzistą tylną częścią dachu. Widoczny jest także właz nad siedzeniem pasażera, który zastępował obrotową podstawę dla karabinu maszynowego.

Nadwozie pojazdu występowało w trzech wersjach. We wczesne karoserie o kształcie chrząszcza wyposażone zostały wszystkie pojazdy Mk I oraz pierwsze 3000 sztuk z wersji Mk II. Charakteryzowało się ono tylko dwoma małymi oknami z boku pojazdy oraz jednym z tyłu. Dach w pełni metalowy z dwoma otworami wentylacyjnymi. Mniej więcej w środkowej części dach z poziomego przechodził w pochyły.

Późniejsze odmiany nadwozia, również w zwracającym uwagę kształcie chrząszcza, dopasowane zostały do kolejnych produkowanych Morrisów w wersji Mk II oraz około 4000 pierwszych egzemplarzy Mk III. Dodano jedno małe okno z tyłu pojazdu oraz okna w obu drzwiach. Dodano brezentowy dach rozpinany na stalowej ramie w kształcie krzyża, ponad przedziałem załogi oraz dwa dodatkowe otwory wentylacyjne w dachu, położone tuż za otworem przykrytym brezentem, na pochyłej części dachu.

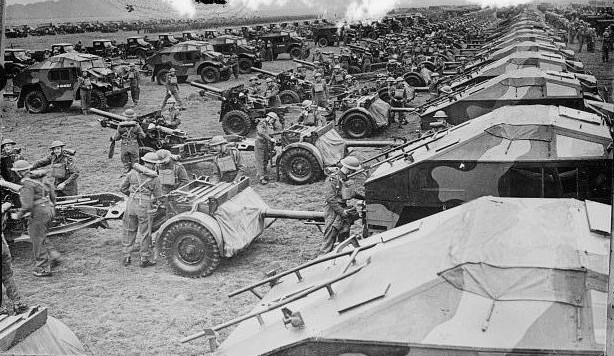
Morris C8 z przyczepą na amunicję oraz 25-funtówką. Z tej perspektywy są doskonale widoczne otwory wentylacyjne, które zostały umieszczone na pochyłej części dachu, tuż za otworem przykrytym brezentem oraz właz ponad szoferką.

Nadwozie "Number 5" zastosowane zostało do wszystkich kolejnych produkowanych modeli Mk III. Zrezygnowano w nim ze sztywnego, częściowo pochyłego dachu, który zastąpiony został impregnowaną, brezentową plandeką, przez co tył pojazdu miał kształt prostokątny (a nie spadzisty, jak w przypadku poprzednich nadwozi. Dodano ponadto dwa okrągłe włazy, a liczbę drzwi zwiększono do czterech.
Quady w pułkach artyleryjskich, wyposażonych w 25-funtówki lub armaty przeciwpancerne, nie musiały być wyposażone w karabiny maszynowe mocowane w obrotowej podstawie nad szoferką, przez co mocowania karabinów zostawały usuwane i zastępowane stalowymi, prostokątnymi płytami pełniącymi rolę włazu w celu zwiększenia przestrzeni we wnętrzu pojazdu.

## Warianty

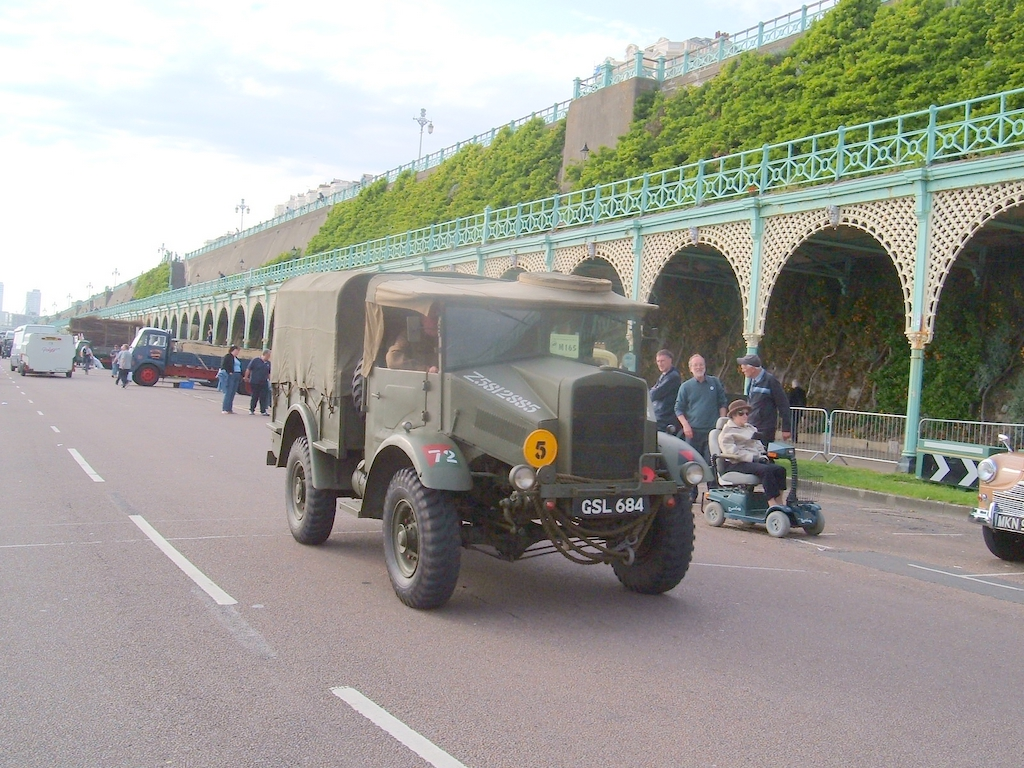
Wersja użytkowa - Morris C8 GS

- Mark I - od 1939 do początku roku 1940 wyprodukowano tylko 200 sztuk tej wersji. Przednia oś była przygotowana pod montaż blokady mechanizmu różnicowego. Przednia oś zamontowana powyżej resora (sprężyny). Stały napęd na 4 koła. Gaz zamontowany centralnie. Opony o wym. 10,50 × 20 cali.
- Mark II - produkowany od roku 1940 do początku 1941. Z fabryk wyjechało około 4000 sztuk tego wariantu. Jak w przypadku Mk I z wyjątkiem zmian w konstrukcji przedniej osi, usunięto przygotowanie pod montaż blokady mechanizmu różnicowego.
- Mark III - od roku 1941, aż do roku 1945 wyprodukowano około 6000 sztuk tej wersji. Przednia oś zamontowana poniżej resorów (sprężyn). Opcjonalny napęd na 4 koła. Gaz zamontowany konwencjonalnie jako prawy pedał. Opony o wym. 10,50 × 16 cali.